# Вежа Антел
Вежа АНТЕЛ (ісп. Torre de ANTEL, Torre ANTEL або Torre de las Telecomunicaciones) - резиденція уругвайської державної телекомунікаційної компанії АНТЕЛ, найвищий хмарочос Уругваю. Знаходиться у місті Монтевідео. Висота споруди становить 158 метрів, площа - 20 000 м². Вежа складається з 35 поверхів.

Це споруда футуристичного стилю, входить до Комплексу телекомунікацій, завершеного у 2002 році під керівництвом архітектора Карлоса Отта. Будівництво вежи супроводжувалося шквалом критики, особливо при необхідності кінцевого грошового вкладення, необхідного для завершення проєкту. Аналітики вказували на те, що ціна будівництва збільшилася, недоліки безпеки не усунено, продовжуються дискусії щодо міцності споруди, а працівникам не вистачає простору.

## Дивись також
АНТЕЛ

Хмарочоси